# Dammar
Pour les articles ayant des titres homophones, voir Damar et Damart.
La résine dammar est une résine naturelle utilisée en peinture pour fabriquer des vernis et des médiums à peindre dits « maigres ».

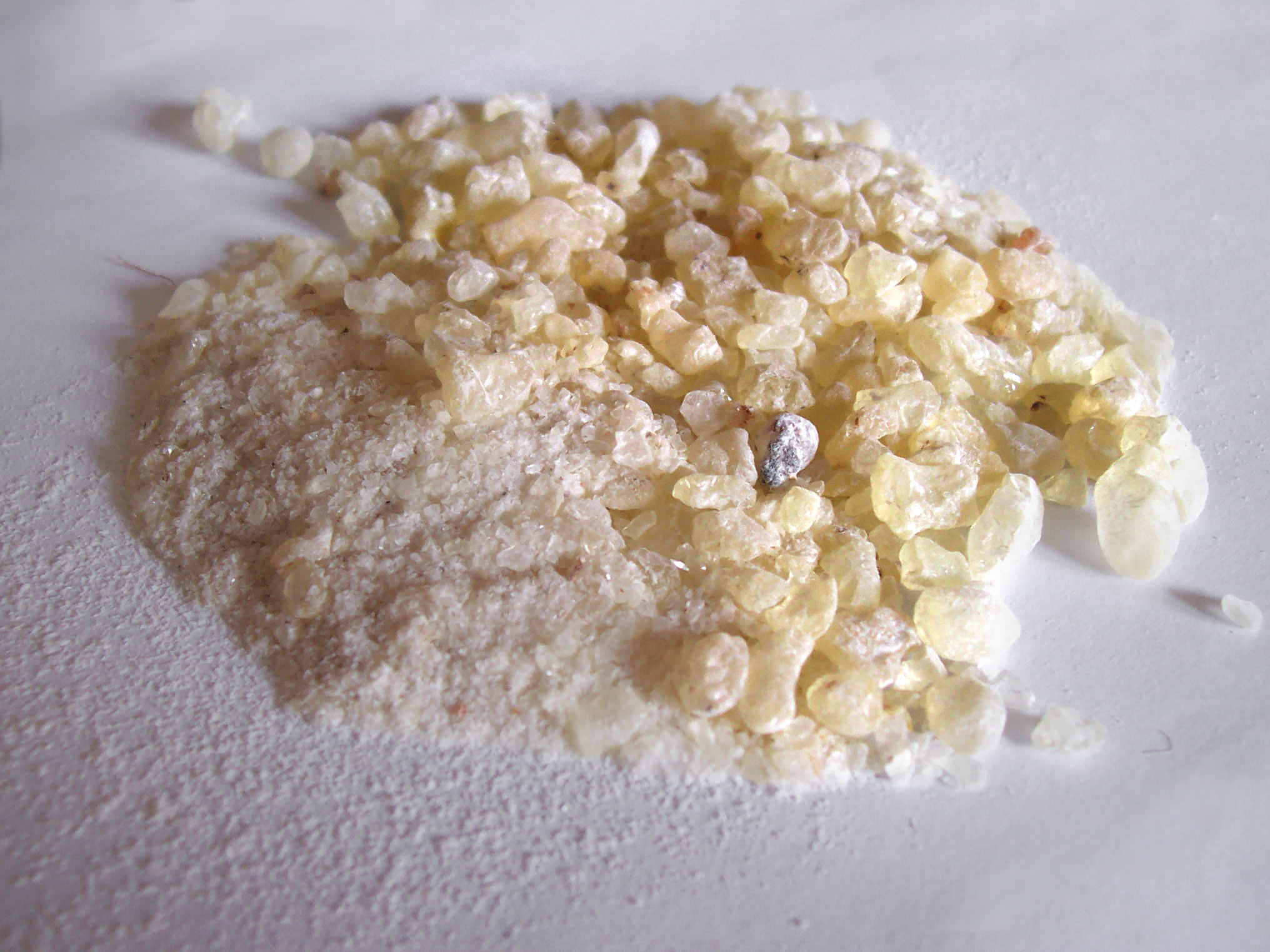
Résine dammar

Elle est sécrétée par un type d'arbre caractéristique des îles indonésiennes. La variété la plus prisée, la dammar Batavia, est obtenue en incisant une variété de Shorea, qui pousse sur Java et à Jakarta (d'où le nom de Batavia, ancien nom de Jakarta). Une autre variété, plus courante, est tirée de l'Hopea.
Proche de la résine mastic, elle est apparue au XIXe siècle afin de répondre à la pénurie de la première.
D'apparence jaune pâle, elle donne des vernis et médiums très clairs, particulièrement appréciés par les peintres.
Comme toutes les résines naturelles, elle a toutefois tendance à jaunir et craqueler avec le temps, surtout si elle est laissée à la lumière.
En 2023, en reconstituant les odeurs parfumées des sarcophages de l'ancienne Égypte, une équipe de chercheurs de l'Institut Max-Planck d'anthropologie évolutionniste a « possiblement » détecté des traces de résine dammar, ouvrant l'hypothèse d'échanges commerciaux entre l'Asie et l'Égypte de mille ans plus anciens que l'Histoire ne le suggère.

## Beaux-arts
La résine dammar est utilisée pour la confection de médiums oléo-résineux et de vernis.